# Donando Vidas
La Fundación Donando Vidas es una organización no gubernamental española que fomenta la donación de órganos para trasplantes mediante la realización de retos deportivos. Su fundador y líder actual (2015) es Eduardo Rangel.

## 2013: Desafío Donando Vidas
La madre de Eduardo Rangel falleció en 2012 en un hospital de Córdoba a la espera de un trasplante que no llegó a tiempo. Ello llevó a Rangel a realizar su primer reto deportivo individual en favor de la donación de órganos: recorrer en cuatro días los 250 km que distan entre su ciudad de natal de Sanlúcar de Barrameda (Cádiz) y Córdoba.
El nombre dado a este reto fue "Desafío Solidario Donando Vidas". Rangel contó con la colaboración del entrenador Darío Dorta, del fisioterapeuta Hugo Palma y de Paco Moscoso como director deportivo. Varias empresas privadas y administraciones locales apoyaron el proyecto. El grupo musical Círculo de Luna contribuyó de manera desinteresada con una canción titulada Donando Vidas.
Al completar la segunda etapa ya se habían contabilizado más de 4.000 nuevas inscripciones en el registro de donantes de órganos.

## 2014: Ocho maratones en cuatro días
En mayo de 2014, Rangel logró el reto inédito de correr ocho maratones en cuatro días consecutivos; un maratón en cada una de las provincias de Andalucía. Recorrió un total de 336 km en 35 horas de carrera, a los que se sumaron casi 20 horas de viaje en autobús. Rangel contó con la colaboración de un equipo de doce personas y el respaldo de la Junta de Andalucía, la Coordinación Regional de Trasplantes y asociaciones en favor de la donación de órganos. El reto generó un gran impacto mediático a favor de la donación de órganos, en particular a través del programa La Báscula de Canal Sur, la televisión pública andaluza. Atletas consagrados como Fermín Cacho corrieron al lado de Rangel. Gracias a ello, 10.000 personas se registraron como nuevos donantes en solo dos meses en Andalucía. Esta cifra es aproximadamente el doble de la media anual de registros de nuevos donantes en toda España.

## 2015: Desafío Vuelta a la vida y Desafío Renacer
En 2015 la Fundación Donando Vidas, recién creada oficialmente, está organizando dos proyectos deportivos: una carrera de relevos para dar la vuelta a España y la participación por Eduardo Rangel en doce grandes pruebas deportivas.
La vuelta a España se llama "Desafío Vuelta a la vida" consiste en una carrera de relevos en la que 200 participantes correrán etapas de 21 km cada una a lo largo de dos semanas. En la organización de esta carrera colaboran la ONG Proyecto Amore y varios clubes de atletismo.
Por su parte Eduardo Rangel está llevando a cabo un reto individual, llamado "Desafío Renacer", que consiste en completar 12 grandes competiciones deportivas con el objetivo de concienciar a al menos 100.000 deportistas para que se hagan donantes de órganos. Las competiciones del reto son las siguientes:
| Prueba                      | Fecha            | Lugar                 | Tipo de prueba              |
| --------------------------- | ---------------- | --------------------- | --------------------------- |
| Media Maratón de Santa Pola | 25 de enero      | Santa Pola            | media maratón               |
| Maratón de Sevilla          | 22 de febrero    | Sevilla               | maratón                     |
| Transgrancanaria            | 6 a 8 de marzo   | Gran Canaria          | ultratrail                  |
| Oceanman Altea              | 26 de abril      | Altea (Alicante)      | travesía a nado             |
| Ironman de Lanzarote        | 23 de mayo       | Lanzarote             | triatlón de larga distancia |
| 15K Nocturna de Valencia    | 13 de junio      | Valencia              | carrera popular             |
| Desafio Doñana              | julio            | Sanlúcar de Barrameda | triatlón de larga distancia |
| Norseman Extreme Triathlon  | 1 de agosto      | Noruega               | triatlón de larga distancia |
| Titán Sierra de Cádiz       | 26 de septiembre | Sierra de Grazalema   | triatlón de larga distancia |
| Pure triatlón Marina D´or   | 24 de octubre    | Castellón             | triatlón de larga distancia |
| Doñana Trail Maratón        | noviembre        | Sevilla - El Rocío    | ultratrail                  |
| Ultramaraton Costa Almería  | 6 de diciembre   | Almería               | Ultratrail                  |